# Canden (Jetis)
Canden is een bestuurslaag in het regentschap Bantul van de provincie Jogjakarta, Indonesië. Canden telt 10.447 inwoners (volkstelling 2010).